# 雄江镇
雄江镇是中国福建省福州市闽清县下辖的一个镇。

## 行政区划
雄江镇下辖以下地区：
大雄社区、梅雄村、西山村、芹洋村、安岭村、桥头村、凤山村、梅山村、汤下村、梅洋村、梅台村、尚坑村和马池村。